# L'assalto (film 1948)
L'assalto (Fury at Furnace Creek) è un film del 1948 diretto da H. Bruce Humberstone.

## Distribuzione
Distribuito dalla Twentieth Century Fox, il film fu presentato in prima a Los Angeles il 30 aprile 1948.